# أكرم خان
أكرم خان (1 نوفمبر 1968 في بنغلاديش - ) (بالبنغالية: আকরাম খান)‏ هو لاعب كريكت بنغلاديشي وباكستاني. شارك في دورة ألعاب الكومنولث 1998. وشارك مع منتخب بنغلادش الوطني للكريكت.

## وصلات خارجية
- أكرم خان على موقع إي آس بي آن كريك إنفو (الإنجليزية)